# 박현주 (1975년)
박현주(1975년 ~ )는 대한민국의 문학번역가이자 작가, 문화 비평가이다.

## 작품

### 에세이
《로맨스 약국》 - 2006년 8월, 마음산책. ISBN 89-89351-95-2

### 에세이 앤솔러지
요조 외 지음. 《연애소설이 필요한 시간》 - 2015년 10월, 부키. ISBN 978-89-6051-519-2

### 장편소설

#### 연작 미스터리 나의 오컬트한 일상
《나의 오컬트한 일상 봄/여름》  - 2017년 7월, 엘릭시르. ISBN 978-89-546-4624-6
《나의 오컬트한 일상 가을/겨울》 - 2017년 7월, 엘릭시르. ISBN 978-89-546-4625-3